# Diastictis ventralis
Diastictis ventralis is een vlinder uit de familie van de grasmotten (Crambidae). De wetenschappelijke naam van deze soort is voor het eerst voorgesteld als Botys ventralis door  Augustus Radcliffe Grote en Coleman Townsend Robinson in een publicatie uit 1867.
De spanwijdte bedraagt ongeveer 28 millimeter.

## Ondersoorten
- Diastictis ventralis ventralis (Grote & Robinson, 1867)
- Diastictis ventralis seamansi Munroe, 1956

## Verspreiding
De soort komt voor in Canada en de Verenigde Staten.